# Antoni Tomiczek
Antoni Tomiczek (ur. 13 listopada 1915 w Pstrążnej, zm. 19 listopada 2013 tamże) – polski pilot wojskowy i sportowy, weteran II wojny światowej, major Wojska Polskiego.

## Życiorys
Po szkole podstawowej wstąpił do Szkoły Podoficerów Piechoty dla Małoletnich Nr 2 w Koninie. W 1933 otrzymał przydział do 37 pułku piechoty w Kutnie. W 1936 roku, zgłosił się do lotnictwa. Szkolenie lotnicze przeszedł w Krakowie i Grudziądzu. Służył w 122 eskadrze myśliwskiej stacjonującej w Krakowie i w jej składzie w październiku 1938 roku brał udział w zajęciu Zaolzia przez stronę Polską.
Po wybuchu II wojny światowej, w trakcie polskiej wojny obronnej brał udział w ewakuacji maszyn i sprzętu lotniczego. 20 września dostał się do niewoli sowieckiej po przymusowym lądowaniu w rejonie Tarnopola, gdy odbywał lot do Rumunii. Jako więzień sowiecki pracował przy budowie szosy Lwów-Kijów oraz w kamieniołomach, a następnie, w wyniku niemieckiej Operacji Barbarossa, został przeniesiony do obozu w Starobielsku.
Zwolniony z niewoli sowieckiej na mocy Paktu Sikorski-Majski, przedostał się do Szkocji, gdzie ukończył szereg brytyjskich kursów lotniczych. Po przeszkoleniu w pilotażu bombowców typu Wellington i Halifax na wiosnę 1944 roku, w sierpniu tego samego roku został przydzielony do 1586 eskadry do zadań specjalnych dywizjonu 301 stacjonującej w okolicach Brindisi. Brał udział w misjach zaopatrzeniowych dla powstańczej Warszawy, pierwszy lot odbył nocą 22/23 sierpnia, potem brał także udział w innych akcjach zaopatrzeniowych. Jego ostatnią był zrzut dla AK w Gorcach u podnóża Kiczory, nocą 28/29 grudnia 1944 roku. Następnie od marca 1945 roku, został włączony w skład odtworzonego 301 dywizjonu bombowego Ziemi Pomorskiej im. „Obrońców Warszawy”, odbywającym w tym okresie loty zaopatrzeniowe i transportowe wojsk między innymi do Francji, Włoch, Grecji, Niemiec, Danii i Norwegii. W Polskich Siłach Powietrznych w Wielkiej Brytanii służył do 1946 roku, w stopniu chorążego (W/O) pilota.
W 1947 roku powrócił do Polski. Do 1979 roku pracował w Zakładzie Ubezpieczeń Społecznych w Rybniku. W latach 1957–1964 latał jako pilot sportowy reprezentując Aeroklub Gliwicki.
Od 1948 roku był żonaty z Emilią z domu Miliczek. Miał córkę Alicję . Spoczął na cmentarzu parafialnym św. Mikołaja w Pstrążnej.
W podrybnickich Lyskach istniało Gimnazjum im. mjr. pil. Antoniego Tomiczka

## Ordery i odznaczenia
Wybrane ordery i odznaczenia:
- Krzyż Walecznych (dwukrotnie)
- Krzyż Oficerski Orderu Odrodzenia Polski
- Krzyż Kawalerski Orderu Odrodzenia Polski[1]
- Medal za Długoletnie Pożycie Małżeńskie (1998)[4]
- Złota Odznaka Honorowa za Zasługi dla Województwa Śląskiego
- Wyróżnienie Honorowe „Błękitne Skrzydła”
- Medalia „Smrt fasizmu–Sloboda Narodu”.